# Johann Palisa

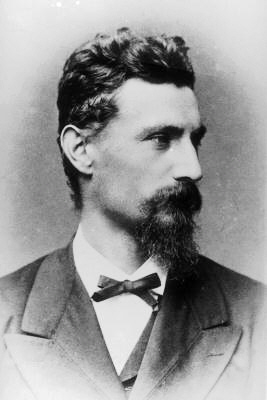
Johann Palisa (um 1900)

Johann Palisa (* 6. Dezember 1848 in Troppau (Opava), Österreichisch-Schlesien; † 2. Mai 1925 in Wien) war ein österreichischer Astronom. Er wurde durch die Entdeckung von 123 Asteroiden (Kleinplaneten) sowie durch die Herausgabe von Sternatlanten bekannt.

## Leben
Palisa begann seine astronomische Tätigkeit 1872 als Leiter der österreichischen Marine-Sternwarte Pola im Süden von Istrien, heute Pula, Kroatien. Obwohl ihm dort neben den astrometrischen Instrumenten nur ein Fernrohr zur Verfügung stand, dessen Objektiv mit 15 cm einen verhältnismäßig kleinen Durchmesser hatte, konnte er bald einige Asteroiden entdecken. Palisa war der erste Astronom, dem dies für mehr als fünfzig Kleinplaneten gelang.
Ein größeres Anliegen war ihm jedoch – im Gegensatz zu anderen Forschern – die „Sicherung“ und verlässliche Bahnberechnung der neu gefundenen Himmelskörper. Denn viele von ihnen gingen noch vor Bekanntwerden der Bahnelemente durch mangelnde Koordination der Beobachtungen wieder verloren.
Im Jahr 1880 wechselte er zur Universitätssternwarte Wien auf eine Assistentenstelle, um am damals weltgrößten Fernrohr messen zu können. Von hier aus reformierte er die Bahnberechnung der Asteroiden auf internationaler Basis. Er lokalisierte den Haupt- bzw. Asteroidengürtel (main belt), in dem die meisten Asteroiden umlaufen, bei 2,2 bis 3,6 astronomischen Einheiten und fand einige bis zum Mars reichende Bahnen. Im Jahr 1885 wurde er zum Mitglied der Leopoldina gewählt.

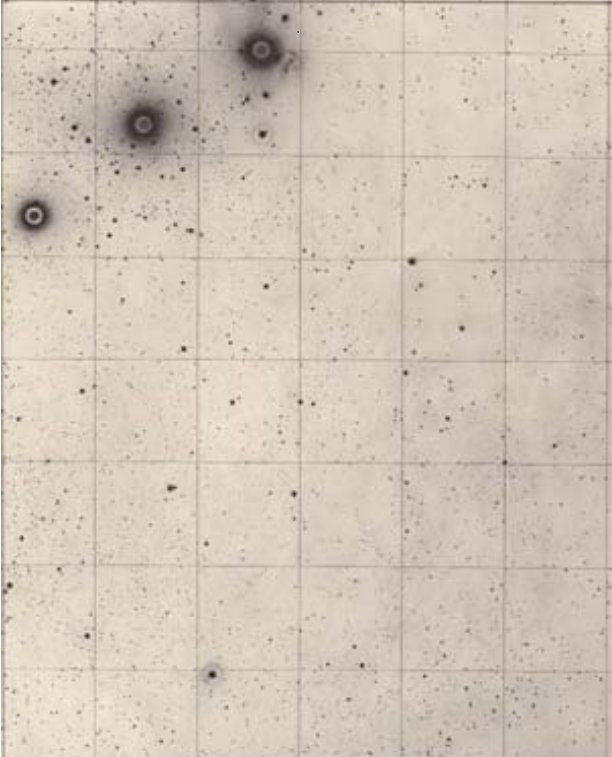
Palisa-Wolf-Sternatlas, Blatt Orion-Südwest

Zusammen mit Max Wolf in Heidelberg führte er neue Techniken ein, u. a. den ersten Sternatlas zur Suche und Identifikation, aber auch für Zwecke der Astrophysik. Später entstand mittels Astrofotografie der große, 1900 veröffentlichte Palisa-Wolf-Sternatlas, der mit 210 Blättern den in Mitteleuropa sichtbaren Sternhimmel überdeckte. Damit wurde nicht nur die Entdeckung neuer Kleinplaneten erleichtert, sondern auch ihre Wiederauffindung und Bahnbestimmung.
Palisa betrieb auch Mond- und Sonnenforschung, z. B. bei der Expedition 1883 zur Sonnenfinsternis in Tahiti, und beteiligte sich an der Suche nach dem hypothetischen sonnennahen Planeten Vulcanus. Er veröffentlichte zwei Sternkataloge mit 4700 genauen Örtern – eine wichtige Grundlage zur Bahnsicherung, wofür er 1906 den Preis der Pariser Akademie erhielt.
Der Astronom Friedrich Bidschof war sein Schwiegersohn.

## Heutige Bedeutung
Einer dieser sehr genau redigierten Kataloge mit über 1200 Fundamentalsternen trug zum damals dringend benötigten astrometrischen Bezugsystem bei (siehe FK3 und Berliner Astronomisches Jahrbuch), das bis heute auf gute frühere Daten angewiesen ist.
Fünf seiner Asteroiden sind noch heute Forschungsthemen. Der nach (433) Eros, der 1898 von Witt entdeckt wurde, zweite „Amor-Planetoid“ (719) Albert (1911), ging zwar nach Palisas Entdeckung verloren, wurde aber 2000 am Spacewatch-Teleskop (Arizona) nach neun Jahren Suche wiedergefunden. Er dient nun für nachträgliche Analysen von Jupiter-Bahnstörungen; mit der Erde hat er eine ungewöhnliche 4:17-Resonanz der Umlaufzeiten.
Zwei Entdeckungen Palisas wurden von Raumsonden besucht: (253) Mathilde von NEAR 1997 und (243) Ida von Galileo 1993. 

(216) Kleopatra wurde mit Radar-Antennen vermessen. Dabei zeigte sich, dass der Asteroid eine langgestreckte Form aufweist, die an einen Hundeknochen erinnert. 

(140) Siwa (Palisas Nr. 3, 1874 Pola) sollte ursprünglich von der ESA-Sonde Rosetta auf ihrem Weg zum Kometen  Wirtanen besucht werden. Die Rosetta-Mission wurde jedoch umgeplant.
Siehe auch Liste der Asteroiden

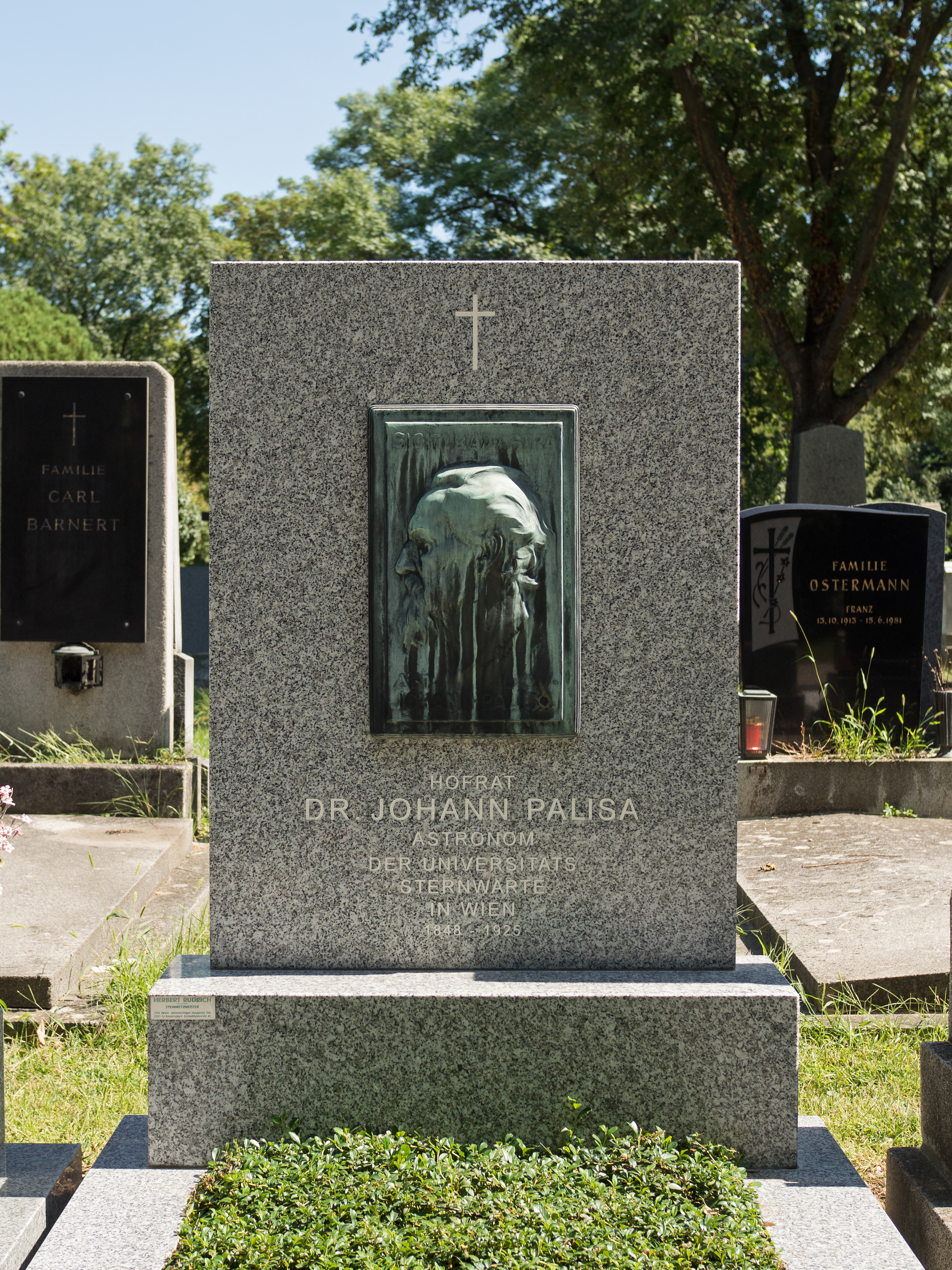
Grab von Johann Palisa auf dem Wiener Zentralfriedhof

Im Rahmen der ESA-Sommerschule 2008 in Alpbach wurde zu Ehren Palisas ein möglicher Sample-Return-Missionsentwurf zu Kleopatra nach dessen Entdecker benannt, dessen Missionsziel mögliche magnethaltige Proben nach einer erfolgreichen Landung und Bohrung mit einer Raumsonde von Kleopatra auf die Erde zurückbringen soll.
Palisa wurde in einem ehrenhalber gewidmeten Grab der Stadt Wien auf dem Wiener Zentralfriedhof (33A-1-29) beigesetzt. 1929 wurde die Palisagasse in Wien-Favoriten nach ihm benannt.
Auch der Mondkrater Palisa und der Asteroid (914) Palisana sind nach Johann Palisa benannt.
Es sollte zudem 73 Jahre nach der letzten Asteroiden Entdeckung von 1073 Gellivara dauern, bis der nächste Kleinplanet 9097 Davidschlag von österreichischen Amateur-Astronomen entdeckt wurde.